# Miers (Lot)
Miers é uma comuna francesa na região administrativa da Occitânia, no departamento de Lot. Estende-se por uma área de 25.28 km², e possui 457 habitantes, segundo o censo de 2018, com uma densidade de 18 hab/km².